# النيابة العامة العسكرية (فلسطين)
النيابة العسكرية: هي إحدى شعب هيئة القضاء العسكري الفلسطيني. وتتبع إدارياً إلى رئيس هيئة القضاء العسكري؛ وتتكون من: النائب العام العسكري، ومساعد النائب العام العسكري، ورؤساء النيابات العسكرية، والمدعيين العامين العسكريين، ومعاوني النيابة العسكرية، وطاقم إداري. ويوجد لها مقرات في كافة محافظات الوطن.

## إختصاصات النيابة العسكرية
تختص النيابة العسكرية بملاحقة مرتكبي الجرائم من منتسبي المؤسسة العسكرية، وفق قانون قوى الأمن رقم (8) لعام 2005م.

### قانون قوى الأمن رقم (8) لعام 2005م
وهو من التشريعات والقوانين العامة ويهدف إلى التنظيم القانوني للأجهزة الأمنية وهو ساري النفاذ في الضفة الغربية وغزة ويتكون من 222 مادة

## واجبات النيابة العسكرية
1. إقامة دعوى الحق العام ومباشرتها.
2. مراقبة سير العدالة والإشراف على مراكز الإصلاح والتأهيل العسكرية ودور التوقيف.
3. الإشراف على تنفيذ القوانين والأحكام الصادره عن المحاكم العسكرية.
4. تحريك دعوى الحق العام.
5. استقصاء الجرائم وتعقب مرتكبيها.
6. الإشراف على أعمال أعضاء الضابطة القضائية.
7. تقديم طلب رد اعتبار.

## النائب العام العسكري
النائب العام العسكري هو الشخص الذي يرأس النيابة العسكرية ويكون أعلى جهة هيكلية فيها.
يتولى النائب العام العسكري إصدار قرار الاتهام بعد عرض الأمر عليه من رؤساء النيابة العسكرية والمدعيين العاميين العسكريين.

## تقديم الشكوى
تقدم الشكوى من خلال المجني عليه أو المتضرر نفسه، أو وكيله الخاص، أو من ينوب عنه، مثل: الولي (إذا كان عمر المجني عليه أقل من 15 عاماً أو مصاباً بعاهة في عقله)، أو الوصي أو القيم (إذا كانت الجريمة واقعة على المال)، أو النيابة العسكرية إذا تعارضت مصلحة المجني عليه مع من يمثله، أو لم يكن له من يمثله.

### القيود على النيابة العسكرية في تحريك الدعوى الجزائية
- الإذن والطلب.
- الشكوى.
- الدعاوى التي تتوقف إقامتها على شكوى وهي:

1. إتلاف مال الغير: قيام عسكري بإتلاف مال الغير.
2. التهديد بإنزال ضرر غير محق (أن تكون واقعة من قبل عسكري).
3. الإيذاء البسيط (أن تكون واقعة من قبل عسكري).
4. خرق حرمة المنازل (أن تكون واقعة من قبل عسكري).
5. الزنا (أن تكون واقعة من قبل عسكري).
6. جنحة السفاح بين الأصول والفروع والأشقاء والشقيقات والإخوة والأخوات لأب أو لام (أن تكون واقعة من قبل عسكري).
7. جرائم الذم والقدح والتحقير (ادعاء بالحق المدني).
8. السرقة بين الأصول والفروع (أن تكون واقعة من قبل عسكري).

### انقضاء الحق في الشكوى
1. مضي المدة (مرور الزمن) ينقضي الحق في الشكوى بعد مضي ثلاثة أشهر من يوم علم المجني عليه بالجريمة وبمرتكبها في الجرائم التي يلزم لتحريكها وجود شكوى أو ادعاء بالحق المدني من المجني عليه.
2. وفاة المجني عليه: حيث ينقضي الحق في الشكوى بموت المجني عليه؛ أما إذا حدثت الوفاة بعد تقديم الشكوى فلا يؤثر ذلك على سير الدعوى الجزائية.
3. تقادم الدعوى الجزائية: حيث تنقضي الدعوى الجزائية بمضي عشر سنوات في الجنايات؛ وثلاث سنوات في الجنح؛ وسنة واحده في المخالفات. وتحسب المدة اعتبارًا من تاريخ آخر إجراء تم فيها.

## آلية تقديم الإدعاء
تقدم الدعوة لمكتب النيابة العسكرية، وتسلم لرئيس القلم أو إلى الاستخبارات العسكرية الفلسطينية في المحافظة؛ أيهما أسهل على المشتكي؛ وذلك من خلال شكوى كتابية. حيث تتولى الاستخبارات العسكرية الفلسطينية البحث والتحري وإحالتها إلى النيابة العسكرية؛ وذلك حسب ظروف كل شكوى للتحقيق فيها وفق القانون لأصول. وتأخذ هذه الشكوى رقماً في سجل التحقيقات الخاصة بالنيابة العامة العسكرية. ومن حق المشتكي أن يحصل على هذا الرقم ليسهل عليه المراجعة في الشكوى ويحق للمشتكي التوجه إلى مقر الاستخبارات العسكرية، ويقدم اخباراً بالجريمة الواقعة عليه.